# Капдевилль, Жорж
Пьер Жорж Луи́ Капдеви́лль (фр.  	Pierre Georges Louis Capdeville, более известный как Жорж Капдевилль; 30 октября 1899, Бордо — 24 февраля 1991, Леспар-Медок) — французский футбольный арбитр, обслуживал матчи чемпионата мира 1938, в том числе финал.

## Биография
Жорж Капдевилль обслуживал матчи чемпионата Франции, начиная с первого розыгрыша этого турнира в сезоне 1932/33. С 1935 года арбитр работал также на матчах кубка Франции. 3 мая 1936 года Капдевилль судил финальный матч кубка страны 1935/36 между парижским «Расингом» и «Шарлевилем».
Международная карьера Капдевилля началась в 1938 году. Дебютным для него стал товарищеский матч между сборными Португалии и Венгрии, сыгранный в Лиссабоне 9 января. 13 марта 1938 года французский рефери обслуживал отборочный матч к чемпионату мира между командами Люксембурга и Бельгии.

### Чемпионат мира 1938
В том же 1938 году Жорж Капдевилль был приглашён судить матчи чемпионата мира. На турнире провёл первый матч в качестве главного арбитра 14 июня 1938 года. В переигровке четвертьфинального матча Бразилия победила Чехословакию со счётом 2:1. Также на турнире Капдевилль провёл 1 матч в качестве лайнсмена.
Впоследствии французский судья был назначен на финальный матч турнира, в котором итальянцы обыграли венгров и стали двукратными чемпионами мира.

### Дальнейшая карьера
По окончании чемпионата мира Жорж Капдевилль продолжал работать на матчах чемпионата и кубка Франции. На его счету оказалось ещё 2 финала национального кубка (1942 и 1945 годов). Последним международным матчем для рефери стала встреча Швейцарии и Франции, состоявшаяся 8 апреля 1945 года. В том же году Капдевилль завершил карьеру арбитра.

## Статистика арбитра
| № | Дата            | Город      | Команда 1    | Счёт | Команда 2    | Турнир            | Уд. | Пен. |
| - | --------------- | ---------- | ------------ | ---- | ------------ | ----------------- | --- | ---- |
| 1 | 9 января 1938   | Лиссабон   | Португалия   | 4:0  | Венгрия      | Товарищеский матч | —   | —    |
| 2 | 13 марта 1938   | Люксембург | Люксембург   | 2:3  | Бельгия      | ОЧМ—1938          | —   | —    |
| 3 | 14 июня 1938    | Бордо      | Чехословакия | 1:2  | Бразилия     | ЧМ—1938           | —   | —    |
| 4 | 19 июня 1938    | Коломб     | Венгрия      | 2:4  | Италия       | ЧМ—1938           | —   | —    |
| 5 | 7 августа 1938  | Сольна     | Швеция       | 2:6  | Чехословакия | Товарищеский матч | —   | —    |
| 6 | 6 ноября 1938   | Лозанна    | Швейцария    | 1:0  | Португалия   | Товарищеский матч | —   | —    |
| 7 | 12 февраля 1939 | Лиссабон   | Португалия   | 2:4  | Швейцария    | Товарищеский матч | —   | —    |
| 8 | 18 мая 1939     | Белград    | Югославия    | 2:1  | Англия       | Товарищеский матч | —   | —    |
| 9 | 8 апреля 1945   | Лозанна    | Швейцария    | 1:0  | Франция      | Товарищеский матч | —   | —    |